# Marcel-Gaucher de La Biche de Reignefort
Le bienheureux Marcel-Gaucher de La Biche de Reignefort est un prêtre catholique français né le 3 novembre 1751 à Limoges et mort le 26 juillet 1794 sur les pontons de Rochefort.

## Biographie
Marcel-Gaucher de La Biche de Reignefort est le fils de Jean-Baptiste Joseph de La Biche, capitaine d'infanterie, chevalier de l'ordre de Saint-Louis, et de Camille Rose de La Biche.
Refusant de prêter le serment constitutionnel en 1791, il meurt en déportation sur le navire ponton Les Deux-Associés le 26 juillet 1794.
Il est béatifié par Jean-Paul II le 1er octobre 1995.

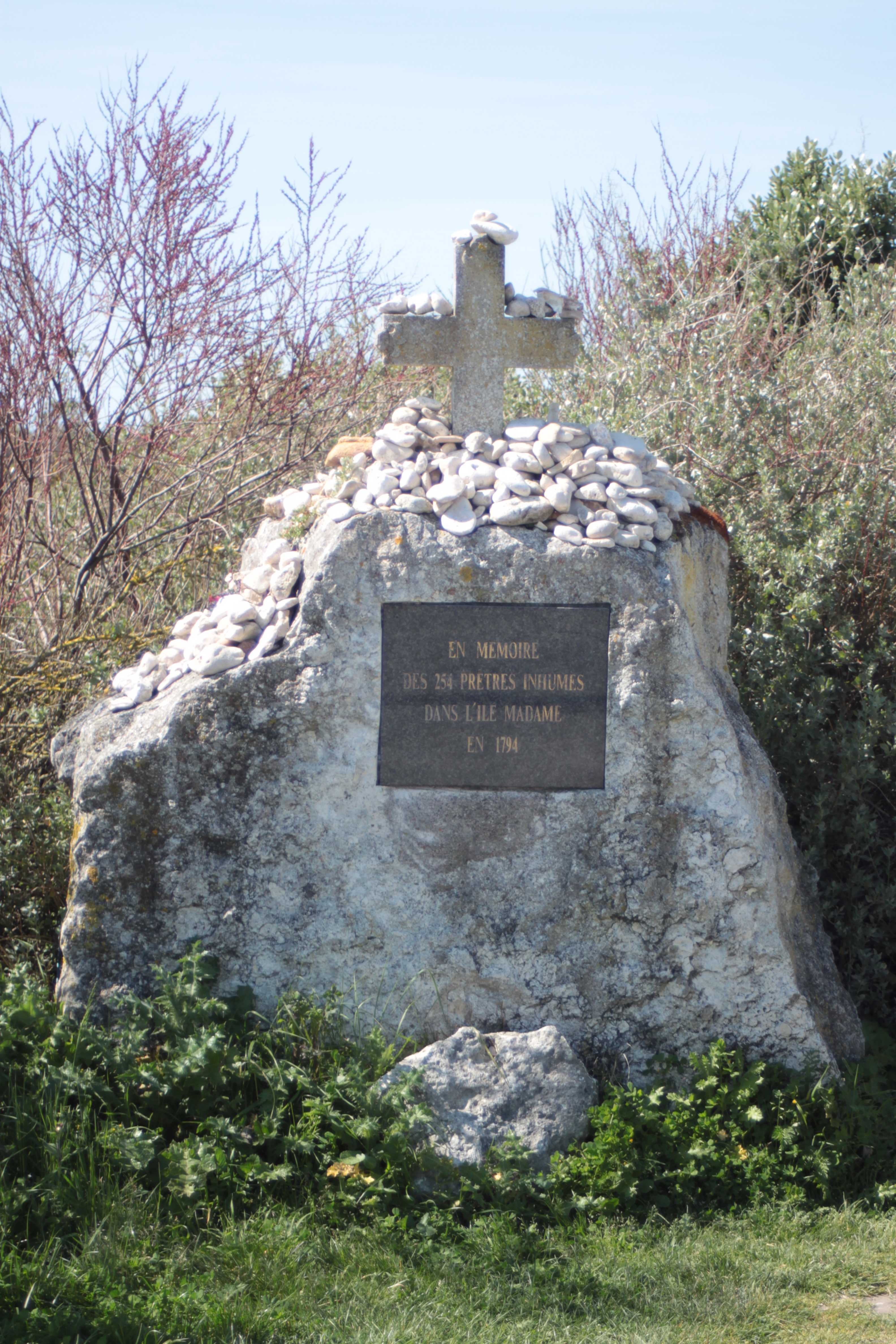
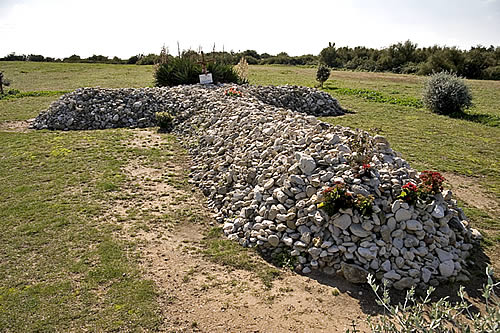

## Sources
- abbé Yves Blomme, Les Prêtres déportés sur les Pontons de Rochefort, Bordessoules, 1994